# Katherine McNamara

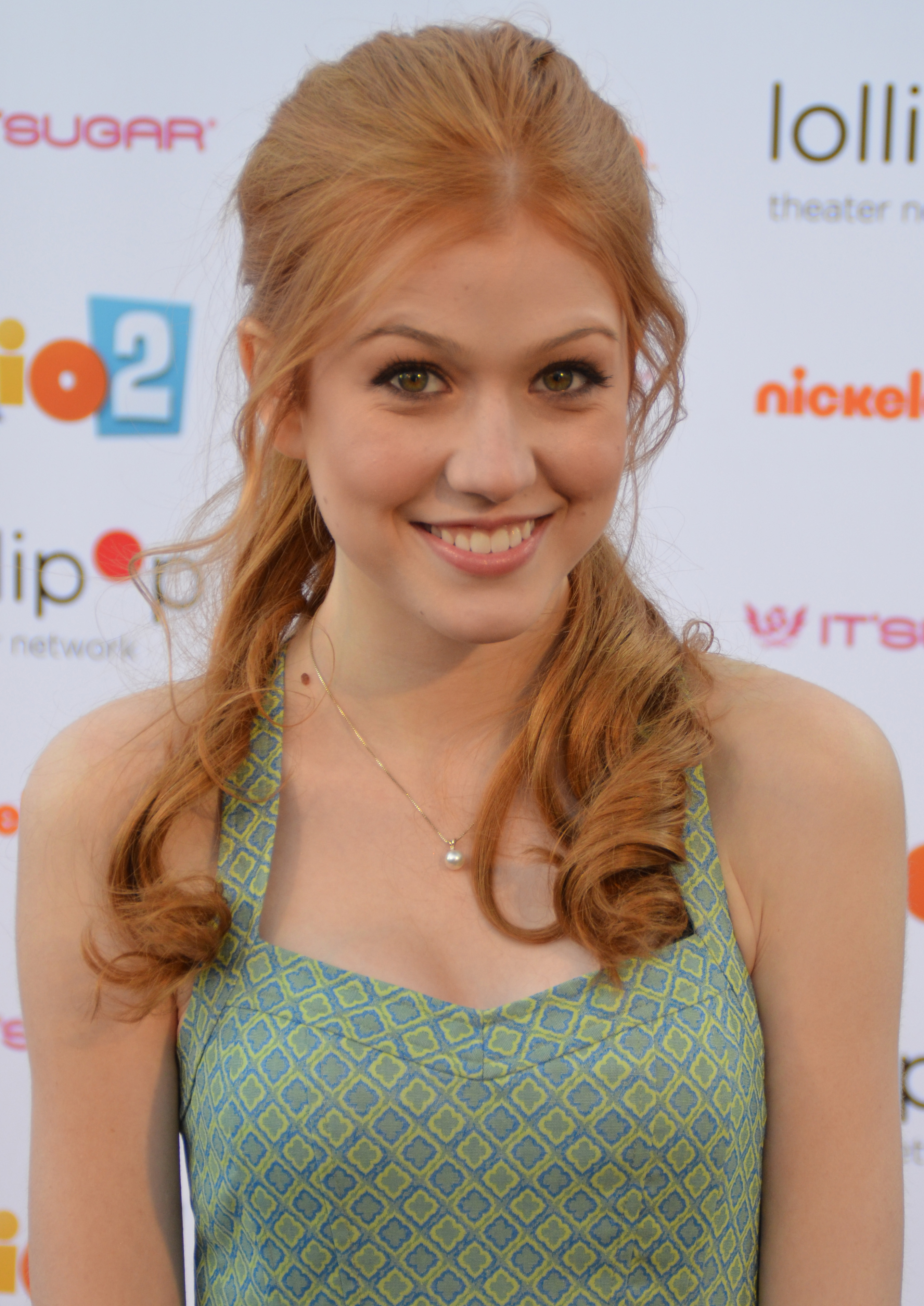

Katherine McNamara (Kansas City, 22 november 1995) is een Amerikaanse actrice.
McNamara behaalde summa cum laude een Bachelor of Science in bedrijfswetenschappen aan Drexel University en studeerde vervolgens voor een Master of Science in toegepaste economische wetenschappen aan Johns Hopkins University.
Ze werd bekend door haar rol als Clary Fray in de Netflix-serie Shadowhunters: The Mortal Instruments. Daarvoor speelde ze reeds in meerdere andere series, waaronder een van de hoofdrollen in de MTV-serie Happyland uit 2014. McNamara had ook al rollen in langspeelfilms waaronder Girl vs. Monster, Maze Runner: The Scorch Trials en Maze Runner: The Death Cure.
Voor haar rol in Shadowhunters won ze in 2018 in de categorie van Beste Televisieactrice van de People's Choice Awards

## Filmografie

### Films
| Jaar | Titel                                      | Rol            |
| ---- | ------------------------------------------ | -------------- |
| 2008 | Matchmaker Mary                            | Mary Carver    |
| 2009 | Sam Steele and the Junior Detective Agency | Emma Marsh     |
| 2011 | Sam Steele and the Crystal Chalice         | Emma Marsh     |
| 2011 | New Year's Eve                             | Lily Bowman    |
| 2012 | Last Ounce of Courage                      | zangeres       |
| 2013 | Contest                                    | Sarah O'Malley |
| 2013 | Tom Sawyer & Huckleberry Finn              | Becky Thatcher |
| 2015 | A Sort of Homecoming                       | Rose           |
| 2015 | Maze Runner: The Scorch Trials             | Sonya          |
| 2015 | Monsterville: Cabinet of Souls             | Lilith         |
| 2016 | Little Savages                             | Tiffany        |
| 2016 | Is That a Gun in Your Pocket?              | Sandy Keely    |
| 2016 | Natural Selection                          | Paige Thomas   |
| 2018 | Maze Runner: The Death Cure                | Sonya          |
| 2020 | Finding you                                | Taylor         |
| 2021 | Trust                                      | Amy            |
| 2021 | Untitled Horror Movie                      | Chrissy        |

### Televisie (selectie)
| Jaar      | Titel                             | Rol           |
| --------- | --------------------------------- | ------------- |
| 2011      | Law & Order: Special Victims Unit | Jasmine       |
| 2012      | Glee                              |               |
| 2012      | Girl vs. Monster                  | Myra Santelli |
| 2012      | Kickin' It                        | Claire        |
| 2014      | CSI: Crime Scene Investigation    | Angela Ward   |
| 2014      | Workaholics                       | Haley         |
| 2016-2019 | Shadowhunters                     | Clary Fray    |
| 2018-2020 | Arrow                             | Mia Smoak     |
| 2021      | The Stand                         | Julie Lawry   |

## Prijzen en nominaties
| Jaar | Prijs                  | Categorie                           | Werk                                  | Resultaat   |
| ---- | ---------------------- | ----------------------------------- | ------------------------------------- | ----------- |
| 2016 | Teen Choice Awards     | Choice TV: Nieuwkomer               | Shadowhunters: The Mortal Instruments | Gewonnen    |
| 2018 | TV Scoop Awards        | Beste Drama-actrice                 | Shadowhunters: The Mortal Instruments | Gewonnen    |
| 2018 | TV Scoop Awards        | Beste Koppel (met Dominic Sherwood) | Shadowhunters: The Mortal Instruments | Genomineerd |
| 2018 | Teen Choice Awards     | Choice TV: Sci-Fi/Fantasy-actrice   | Shadowhunters: The Mortal Instruments | Genomineerd |
| 2018 | People's Choice Awards | Vrouwelijke Televisiester           | Shadowhunters: The Mortal Instruments | Gewonnen    |
| 2019 | Teen Choice Awards     | Choice TV: Sci-Fi/Fantasy-actrice   | Shadowhunters: The Mortal Instruments | Gewonnen    |

## Muziek
| Muziek                     | Jaar |
| -------------------------- | ---- |
| Chatter                    | 2013 |
| Stay True                  | 2015 |
| My Heart Can Fly           | 2016 |
| Wait For You               | 2016 |
| Glass Slipper              | 2017 |
| Ember                      | 2017 |
| Come Together Now          | 2019 |
| Keep Looking Up            | 2019 |
| Christmas Wish             | 2019 |
| Just Like James            | 2020 |
| What Do We Got to Lose     | 2020 |
| Making a Monster out of Me | 2020 |
| Love Me Like That          | 2021 |